# Вилькье, Клод де
Барон Клод де Вилькье Старший (фр. Claude de Villequier l'Aîné; 1525/1530 — 1595), виконт де Ла-Герш — французский придворный, участник Религиозных войн.

## Биография
Сын барона Батиста де Вилькье (ум. 1547) и Анн де Рошешуар де Мортемар, старший брат Рене де Вилькье.
Сеньор и барон де Вилькье, виконт де Ла-Герш в Турени, государственный советник, капитан пятидесяти тяжеловооруженных всадников.
Своей придворной карьерой был обязан протекции младшего брата, фаворита Генриха III. Дворянин Палаты короля и рыцарь ордена Святого Михаила (1568), капитан жандармов (1569), камергер Генриха Анжуйского и губернатор Ла-Марша (1570).
В 1573 году сопровождал герцога Анжуйского в его польской поездке и был его гардеробместером в бытность Генриха польским королем. В 1575 году стал королевским камергером.
Был пожалован в рыцари орденов короля при учреждении ордена Святого Духа 21 декабря 1578; орденскую цепь получил 31 декабря.

## Семья
Жена: Рене д'Аппельвуазен, дочь Гийома д'Аппельвуазена, сеньора де Ла-Роша, и Анастазы де Лаберодьер. В этом браке был единственный сын:
- Жорж (ум. 1592), виконт де Ла-Герш

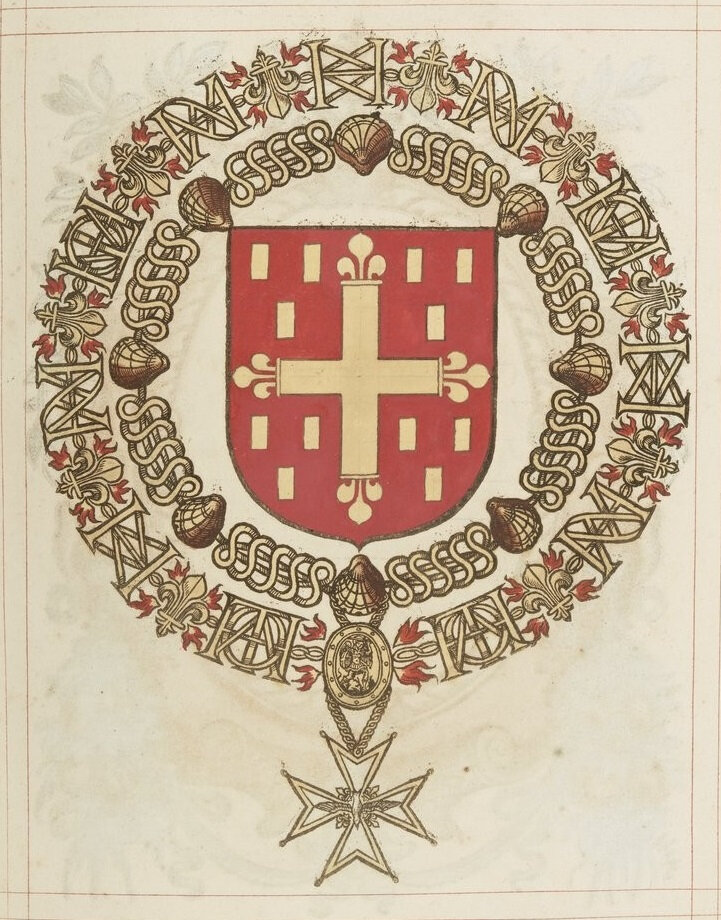
Герб Клода де Вилькье

По словам Пуллена де Сен-Фуа, когда его раненый в руку сын объявил, что устроил ссору с фаворитом герцога Анжуйского Линьеролем и убил его, Клод упрекнул своего отпрыска в глупости и тщеславии: «Несчастный, только для удовольствия короля и из желания оказаться в фаворе ты напал на человека, с которым у тебя даже не было ссоры. И ты надеешся, что, поставив свою жизнь против его, ты прикрыл этим гнусность своего поступка? Твое мнимое мужество — просто низость; лучше бы у тебя его вовсе не было. Жалкий, тебя никогда не назовут храбрецом, не подумав в то же время, что ты вообще недостоин жить».
После смерти Жоржа, не оставившего потомства в браке с Луизой Же, Клод 24 апреля 1595 составил завещание в пользу своей тетки Жанны Л'Эрмит, дамы де Мортань, и Пьера де Сегюра, сеньора де Лигона